# Zbigniew Oleśnicki
Zbigniew Oleśnicki (Sandomierz, 5 dicembre 1389 – Sandomierz, 1º aprile 1455) è stato un cardinale e vescovo cattolico polacco.

## Biografia
Membro di una nobile casata polacca, era figlio di Jan Oleśnicki, giudice a Cracovia e castellanus di Vilnius, e Dobrochna Rożnowa dei conti di Gryf.
Frequentò gli studi iniziali presso la chiesa collegiata di Sandomierz e, a partire dal 1406, presso l'accademia di Cracovia.
Il 9 luglio 1423 fu nominato vescovo di Cracovia. Essendo solamente suddiacono, dovette ricevere i successivi ordini sacri nel giro di pochi giorni: il 18 dicembre 1423 ricevette il sacerdozio ed il giorno dopo fu consacrato vescovo nella cattedrale di Cracovia da Jan Rzeszowski, arcivescovo di Leopoli.
Giocò un ruolo politico di primaria importanza nella storia della Polonia e alla corte reale e la sua influenza negli affari della Polonia era seconda solo a quella del re. Fu de facto reggente della Polonia dopo la morte di Ladislao III (dal 1444 al 1447).
Fu creato cardinale presbitero da papa Eugenio IV nel concistoro del 18 dicembre 1439 e ricevette il titolo cardinalizio di Santa Prisca l'8 gennaio 1440 mantenendo la sede di Cracovia fino alla morte.
È morto a Sandomierz il 1º aprile 1455 ed è stato sepolto nella cattedrale di Cracovia.

## Genealogia episcopale e successione apostolica
La genealogia episcopale è:
- Arcivescovo Jan Rzeszowski
- Cardinale Zbigniew Oleśnicki

La successione apostolica è:
- Vescovo Stanisław Ciołek z Zelechowa (1428)
- Vescovo Piotr z Chrząstowa (1436)
- Arcivescovo Wincenty Kot z Dębna (1437)
- Arcivescovo Jan Gruszczyński (1451)
- Arcivescovo Gregorio di Sanok (1451)